# Kroke
Kroke és un trio musical polonès que es va formar el 1992. Els seus components són amics graduats a l'Acadèmia de Música de Cracòvia: Tomasz Lato (contrabaix), Tomasz Kukurba (viola i violí) i Jerzy Bawol (acordió) són virtuosos en els seus instruments. El nom Kroke és la paraula jiddisch per anomenar la ciutat de Cracòvia.
Se’ls coneix com a banda de música klezmer, encara que la seva música ha aconseguit una complexitat molt més gran. En general s'inspiren en la música klezmer o sefardita tradicional però creen composicions originals on hi tenen cabuda els seus profunds coneixements del jazz o la música clàssica. En les seves actuacions en directe impressionen les seves improvisacions, el domini virtuosístic dels instruments i la sensació de novetat, reconeixent les arrels de la música jueva. A partir de l'any 2003 s'ha afegit al trio com a col·laborador habitual el percussionista Tomasz Grochot.
Al llarg dels últims anys han anant adquirint notorietat participant en importants festivals de música europea i fent col·laboracions amb artistes importants com el violinista Nigel Kennedy en l'àlbum East Meets East.

## Discografia
1. Trio -Klezmer Acoustic Music (RIENCD04) (Oriente 1996);
2. Eden (Oriente 1997);
3. Live at the Pit (Oriente 1998);
4. Sounds of the Vanishing World (RIENCD24) (Oriente 1999);
5. Ten Pieces to Save the World (Oriente 2003);
6. East Meets East (EMI 2003);
7. Quartet - Live at Home (RIENCD48) (Oriente 2004);
8. Seventh Trip (Oriente 2007)
9. Śpiewam życie - I Sing Life, con Edyta Geppert (Oriente 2007)
10. Out of Sight (Oriente 2009)
11. Feelharmony (EMI 2012)
12. Ten (Oriente 2014)
13. Cabaret of Death: Music for a Film (Oriente 2015)

## Curiositats
Moltes de les peces que interpreten són sintonies de coneguts programes de ràdio. Time és utilitzada al repàs de notícies d'actualitat al programa El cafè de la República de Catalunya Ràdio; Ajde Jano a l'inici del programa L'ofici de viure de Catalunya Ràdio.